# 福山 (城下町)

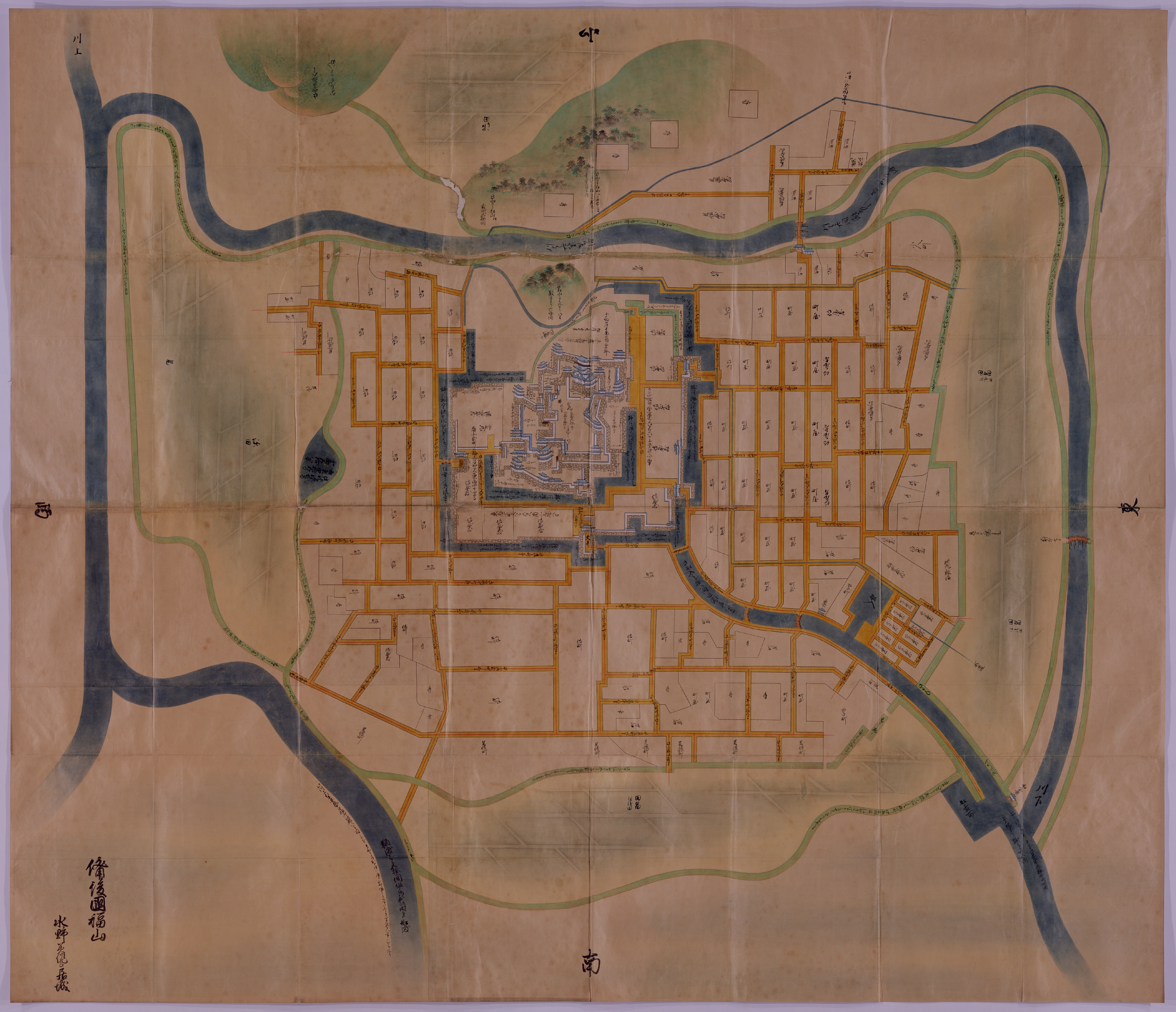
正保城絵図「備後国福山城図」

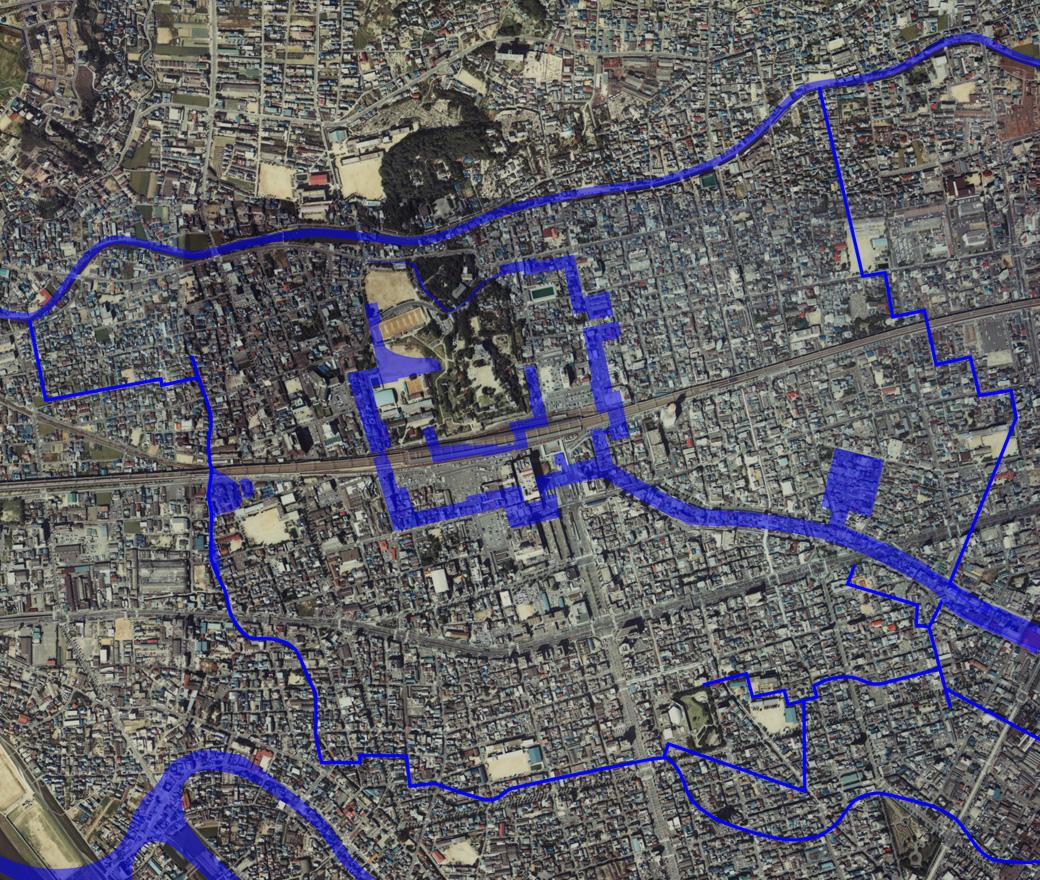
福山市街の航空写真。青線（総構え）の内側が概ね城下町となっていた。1981年度

福山（ふくやま）は、備後国深津郡にあった福山城の城下町。現在の広島県福山市中心部。元和8年（1622年）頃に造られ、明治6年（1873年）に福山城が廃城されるまで、備後国の中心地として栄えた。

## 概要
「福山」はほとんどが田畑や湿地帯に福山城築城と平行して新規に建設された街である。街の大部分は「総構え」と呼ばれる外郭に囲まれ身分毎に居住区域が分けられていた。南側と西側は藩士の居住する侍屋敷が大半を占め、町屋は東側から南東にかけて集中していた。城下への入口や北部の吉津川対岸など戦術上重要な場所には寺社地や足軽町が置かれ籠城時に防備を補間する役割を持っていた。侍屋敷は面積では町屋の約3倍を占めるが江戸時代を通じて構成に大きな変化はなく、他方、町屋は地子を免除して積極的に移住者を募ったことなどから次第に範囲を拡大していき、築城初期に12町を数えた町は水野末期までに30町に増えたといわれる。
明治時代になると侍屋敷の多くは売却され農地などに転用されていったが、町屋の集中した城下東部は「本通り」を軸として福山市街の中心地となっていった。
この町並みは昭和時代までよく残されていたが、福山大空襲によりほとんどが焼失して昭和40年（1965年）の区画整理により大きく姿を変えた。また、このときに町名も大幅に変更され江戸時代からの伝統的な町名はほとんどで廃止された。
今日、辛うじて城下町の風情を残すのは空襲を焼け残った城北東側に位置する吉津町の周辺で旧上水道や城下町特有の「鍵の手」の道が残されている。

## 歴史

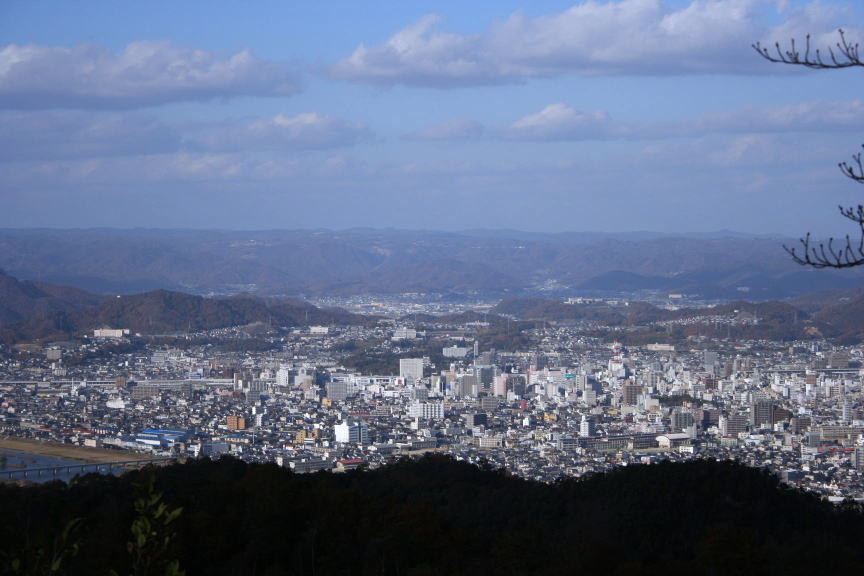
南西から見た福山市街（中央付近手前の山が福山城）

福山の誕生以前の様子については近年まで詳しいことは分かっていなかったが、平成14年（2002年）に市内の胎蔵寺にある釈迦如来像から古文書が発見されたことなどから、大きく研究が進んだ。
かつては山並みの迫る北部を除いた大部分は海が間近に迫る芦田川のデルタ地帯となっていて、大部分が葦などの広がる荒涼とした湿地帯だと考えられていたが、実際には平安時代末期頃には福山城西側周辺から市内本庄町にかけて「杉原保」と呼ばれ石清水八幡宮の所領となっており、その中心地は地名などから現在の福山城周辺から木之庄辺りに存在したと考えられていて一帯は白子村という地名も存在した。また、近郊には芦田川を挟んで同様に古い歴史を持つ「草戸」（草戸千軒町遺跡）と呼ばれる村があり、深い関係があったようである。
鎌倉時代には備後国南部の国人である杉原氏が杉原保（杉原の氏は杉原保に由来すると思われる）を支配し、詳細な場所は不明だが同一族の杉原信平・為平兄弟により「能満寺」と呼ばれる寺が建てられたといわれ、福山城が建てられる丘陵（常興寺山）の頂上付近には同氏により「常興寺」が建てられた。また、正確な時期は不明だが常興寺山の北側で現在の福山八幡宮から妙政寺にかけての一帯にはかつて「永徳寺」という寺が存在し広大な敷地を有していたが福山城築城までに廃れたといわれる。杉原氏の支配は戦国時代まで続くが安土桃山時代になると備後国は福島正則の所領となり、慶長6年（1601年）の検地（福島検地）で常興寺山西側の杉原保は野上村と改称された。福島氏の時代には備後南部の中心地は福山城から北東約6キロメートルに位置する西国街道沿いの神辺となり、「神辺城」が備後国の政庁として整備された。海に対しては福山城から南約12キロメートルにある沼隈半島南端の鞆の浦が要衝となっていた。
元和5年（1619年）、備後国を治めていた福島正則が改易され水野勝成が入封すると神辺城に代わる新たな城が築かれることになり、深津郡野上村の常興寺山（常興寺周辺）一帯が選定された。新たな城の築城に平行し周囲は城下町が整備されることになり、ここに城下町「福山」が誕生した。
城下町の大部分は新開地であったこともあり、前述の通り以前は荒涼とした湿地帯を切り開いて形成されたと考えられていたが、平成19年（2007年）の発掘調査で城下南部（現在の福山駅前）の位置から稲作の痕跡が検出されるなど、近年はある程度開発が進んでいた可能性が高いと考えられるようになった。築城は元和6年（1620年）に芦田川の流れを城の北側にある吉津川に分流しようとする工事が大水害により中断されるなど困難を極めたといわれ、福山城は築城開始から3年近くの歳月を要した元和8年（1622年）に完成した（藩の詳細な歴史については「備後福山藩」を参照のこと）。
築城に際して城地に含まれる常興寺は近隣の吉津村に移転され、城下西側（現在の西町一帯）となる野上村は城下南部の新開に移され現在の「野上町」となった。このため、旧野上村は「古野上村」と呼ばれた。なお、近年まで常興寺は戦国時代には廃れていたとされていたが、前述の胎蔵寺の文書発見に伴う資料の再検証により少なくとも寛永16年（1639年）までは存在が確認されている。また、野上村についてもこれまで寒村的な扱いであったが、これも資料の不足などから村の移転が見過ごされ、移転前と移転後の両者が混同されたことにより誤解されたもので、実際には古代からの歴史を持ち慶長6年（1601年）の時点で800石あまりの生産高を持つ有力な村であった。この他、芦田川を挟んだ神島周辺にあった神島市（市場）は追手御門前に移され、神辺城下からは多くの寺社が移転させられるなど、周囲の様々な施設を再配置し都市機能が整備された。
福山は築城初期には12町を数え水野末期までに30町に増えたといわれる。最初期の町並みの様子は資料がなくよくわかっていないが、追手御門前にあった町屋は火災を契機として寛永18年（1641年）に周囲の寺社と共に城下南東に移されたという。その後は町割り自体に大きな変更が加えられることはなかったが、町域は町の発展と共に城下の外側へと拡大していった。水野家の断絶により、松平氏、阿部氏と続くがこの時代になると城下の規模は大きく変わらず明治時代まで続いた。
幕末の慶応4年（1868年）には福山が長州軍（新政府軍）の攻撃を受けることになり、城下の手前まで進入した長州軍は城の北西（現在の市内北本庄町）にある円照寺に陣取り福山城の北側から大砲による攻撃を行い城北から進攻し小丸山や松山から城に銃撃を浴びせるが本格的な攻撃が始まる前に福山藩は恭順を許されたため、福山は大きな被害を受けることを免れた。
明治維新後は廃藩置県により福山藩は福山県となり、それから数年の間に県名や県域の変更を繰り返した。そして、福山城は明治6年（1873年）の廃城令により廃城とされ城下町としての福山もその役割を終えることになった。この後、「福山町」となった福山はしばらく衰退の時代を迎えるが、明治24年（1891年）の山陽鉄道開通などにより再び勢いを取り戻すことになる（廃藩置県後の歴史については「福山市」を参照のこと）。

### 年表
- 元和5年（1619年）　築城が開始される。
- 元和6年（1620年）　洪水により工事が中断される。
- 元和8年（1622年）　福山城竣工。
- 寛永17年（1640年）　火災により神島町が焼失する[7]。
- 寛永18年（1641年）　神島町、延広八幡宮が城下南東に移転再建される。吉津橋、新橋が完成する[7]。
- 寛永19年（1642年）　下屋敷が完成する[7]。
- 延宝4年（1676年）　総構えの堀が石垣で築かれる[8]。
- 天和3年（1683年）　吉津川北岸に延広八幡宮と野上八幡宮を移した新営八幡宮が造営される。
- 元禄11年（1698年）　水野家断絶。
- 元禄12年（1699年）　侍屋敷が大火により焼失する。
- 元禄13年（1700年）　松平忠雅が入封する。
- 宝永7年（1710年）　阿部正邦が入封する。
- 享保7年（1722年）　町屋・下屋敷が大火により焼失する（福山大火）。
- 享保19年（1734年）　町屋が大火により焼失する。
- 嘉永7年（1854年）　下屋敷跡に藩校「誠之館」が建てられる。
- 慶応4年（1868年）　福山が長州藩の攻撃を受ける。福山城開城。
- 明治4年（1871年）　廃藩置県。城下で暴動が発生する。
- 明治6年（1873年）　福山城廃城。福山町成立

## 主要施設

### 下屋敷
かつての城下南端、現在の中央図書館（まなびの館ローズコム）から南小学校にかけての一帯には広大な敷地を有する藩主の下屋敷が建てられていた。下屋敷は享保7年（1722年）に火事で大部分の建物を焼失し、その後は「御茶屋」が建てられ休憩所として使われていたようである。嘉永7年（1854年）に敷地の西側に藩校「誠之館」が建てられ東側は操練場（練兵場）として使われた。操練場跡は明治時代に売却されて市街地となり痕跡はほとんど残されていない。

## 侍町
福山の南側から西側にかけては藩士の居住する侍屋敷が広がっていた。その範囲は城下の約3分の2を占めるが江戸時代を通じて構成に大きな変化はなかった。明治時代になると侍屋敷は国有となり多くの屋敷が売却されて農地などに転用されていった。わずかに残された屋敷も福山大空襲で焼失したり開発により消滅するなどし、現在その痕跡はほとんど残されていない。
内藤家長屋門（福山市指定重要文化財）
阿部時代の家老である内藤家の屋敷にあった長屋門で福山城外堀を望む城下西部に建てられていたが福山城内の小丸山に移築されている。

## 町屋

### 城下東側
笠岡町
笠岡街道（鴨方往来）の入口にあった。新橋筋の北側の町筋である。笠岡から招かれた商人が住んだともいわれる。水野時代中期に成立したと思われる。御船入の近くに牢獄（獄屋）があり、船町の人打場で打擲した罪人を繋いだといわれる。現在の笠岡町と今町の一部。
今町
水野時代後期までに成立した町で他の町に比べて遅く成立したことから名付けられたと思われる。新橋筋の北側の町筋で笠岡町の北側、大黒町の南側にある。現在の今町、大黒町の一部。
大黒町
城下北東の出入口である惣門の南の街筋で今町の北側、胡町の南側にある。商人が縁起を担いで名付けたと言われる。現在も大黒町の名称が残されているが、町域は今町、府中町、東町の一部を取り込んで拡大している。
胡町
城下北東の出入口である惣門の南側の街筋で大黒町の北側にある。築城時は侍屋敷であったが、惣門の設置により町屋となったといわれる。隣接する大黒町にちなんで胡町と名付けられたといわれる。現在も町名は残される。なお、前述の総門は模擬的に復元されている。
桶屋町
深津町の南側の町筋である。桶屋が多く住んだといわれる。町名は1965年（昭和40年）に廃止され現在は宝町の一部。
魚屋町
福山城北御門前、現在の本町周辺にあった。物流の拠点である運河から離れた位置にあるのは城下建設当初は外堀と運河とを区切る堤防（築切）がなく舟で直近の外堀まで往来できたためだといわれる。町名は1965年（昭和40年）に廃止され現在は城見町の一部。
本町
桶屋町の南側の町筋である。城東部の町屋では最初に成立したといわれる。かつては城下北東の出入口である総門に通じ城下で最も栄えていたといわれるが、水野勝俊の時代に総門が胡町筋に移転したため衰えたという。
鍛冶屋町
本橋筋と新橋筋の間に連なる通りの南側の町筋である。入川の北岸、府中町の南側にある。刀鍛冶が多く住んだといわれる。町名は1965年（昭和40年）に廃止され現在は宝町、今町、城見町のそれぞれ一部。
米屋町
東外堀と本橋筋の間を南北に連なる町筋である。町の南端付近に藩の米蔵（長蔵）があり、この売買を任されていた。町名は1965年（昭和40年）に廃止され現在は宝町の一部。
府中町
本橋筋と新橋筋の間に連なる通りの北側の町筋である。鍛冶屋町の北側にある。府中から招かれた商人が住んだといわれる。町名は1965年（昭和40年）に廃止され現在は城見町及び大黒町の一部。
深津町
城下建設時に深津村（現在の市内東深津町）の商人を招いて命名されたといわれる。本橋筋の北側、桶屋町の南側の町筋である。町名は1965年（昭和40年）に廃止され現在は宝町の一部。
船町（北側）
入川沿いの北側にあった。北船町ともいう。概ね現在の船町である。本橋と新橋の間に番所（中番所）があり、この東側に罪人を打擲する人打場と呼ばれる施設があった。福山では新橋筋（本通り）と並ぶ繁華街であった。町名は現在も残るが、町域は縮小されており、かつては延広町、元町の一部を含んでいた。
三河町
市内寺町にある大念寺前の通りを示す名称で越後騒動により処分された松平光長の養子で福山藩預かりになった松平綱国の住まいがあった事に由来するといわれる。

### 城下西側
長者町
位置は現在の長者町とほぼ同じ。由来は不明だが福山城築城以前からあったらしく、かつて城地に存在した常興寺の門前町であった可能性が指摘されている。

### 城下南側
神島町
元々は現在の神島町（明王院北）にあったが築城に際して備後の名産品である畳表の独占売買を認める替りに大手門前に移住させ、その後、火災により城下南東（現在の昭和町周辺）に移転させたという。町名は1965年（昭和40年）に廃止され現在は船町、延広町、昭和町の一部。
奈良屋町
現在の昭和町周辺。水野家の転封に従って郡山から商人の「奈良屋」が移住したことに由来するといわれる。奈良屋自体は阿部時代に藩の謀略で追放されたといわれる。町名は1965年（昭和40年）に廃止され現在は霞町の一部。
新町
入川南岸の本橋から下流（下新町）及び新橋筋（藺町）の東を南北に通る町筋（上新町）である。南北の町筋は松平忠雅の時代に焼けたため縁起を担いで福徳町と改称される。町の東側は遊郭が建ち並び昭和時代の遊郭廃止後も歓楽街として賑わった。町名は1965年（昭和40年）に廃止され現在は昭和町、船町、住吉町、南町の一部。
藺町
新橋の南に連なる神島町（神島下市）の南側の町筋である。藺草を扱う市があったことから名付けられたといわれる。なお、藺草は備後福山藩の特産品でこの藺草を用いた畳表は「備後表」として全国に名を知られていた。町名は1965年（昭和40年）に廃止され現在は昭和町の一部である。
医者町
城下南東にある下屋敷の北で奈良屋町と中町の間を南北に通る町筋である。町名は医者が多く居住したことに由来するといわれる。町名は1965年（昭和40年）に廃止され現在は昭和町の一部である。
福徳町
新橋筋（藺町）の東を南北に通る町筋である。水野時代には上新町と呼ばれていたが松平忠雅の時代に焼けたため縁起を担いで改称された。詳細は新町を参照のこと。
中町
医者町と藺町に挟まれた十字路の町筋である。中町の町名はこの立地に由来するといわれる。町名は1965年（昭和40年）に廃止され現在は昭和町の一部である。
大工町
城下南東にある下屋敷の北を東西に通る町筋である。ただし、通りの南側は侍屋敷なので厳密には通りの北側である。大工が多く住んだことに由来するといわれる。町名は1965年（昭和40年）に廃止され現在は霞町、昭和町の一部。
道三町
福山城大手門から南に延びる大手筋の惣構えを出た場所に形勢された町である。東西に三筋の道があったことから道三と名付けられたといわれる。現在の道三町とほぼ同じ位置にある。築城に携わった職人たちが住み着いて出来たといわれるが、築城初期の絵図には町は見えず成立は水野時代中期以降だと思われる。地誌によれば借家の割合が高く長屋が多く建ち並んでいたようである。

### 城下北側
吉津町
現在の吉津町とほぼ同じ一帯で、福山城築城以前から存在し「津」の名称などから中世には港があったと考えられている。この築城以前からの地域は「古吉津町」と呼ばれていた。

## 寺社地
福山城の寺社地は城下の出入口と山並みの迫る北側に集中して配され、総構えの防備を補う役割が与えられていた。特に東側の笠岡街道（鴨方往来）沿いは「寺町」と呼ばれ水野家菩提寺の賢忠寺を始め多くの寺院が集中した。福山城の城下町は新規で造られた街であるため、寺社のほとんどは城下町の整備と共に各地から集められ、その分類は下記の3系統に分けられる。
- 水野家の旧領であった三河国（愛知県）や大和国郡山（奈良県）から移されたもの。
- 築城以前の備後国政庁であった神辺城の城下（神辺町）から移されたもの。
- 築城以前から今の福山市中心部や郊外にあったもの。

これら城下の寺社は戦前まで創建からの建築を残すものも少なくなかったが、多くは福山大空襲で焼失したり戦後の区画整理などで移転するなどして江戸時代の姿を留めるものはわずかとなっている。

### 寺町
賢忠寺
水野家菩提寺・曹洞宗・寺町（現在の若松町）にある。水野家初代藩主水野勝成、3代勝貞、4代勝種及び勝成の父水野忠重の墓所（広島県指定史跡）がある。
光政寺
三河国狩屋（愛知県）にあったが、築城に際して寺町に移されたといわれる。
洞林寺
かつては神村（福山市内）にあったが、築城時に寺町（現在の東町）に移されたといわれる。
道證寺
江戸時代のはじめ福山城下町形成に当たって三河国（愛知県）岡崎から水野勝成公に従った三浦一族の空珍が開山となって元和9年(1623)道三町に創建された真宗大谷派末寺。その後藩主より寺町に寺地を拝領し、移転した。福山大空襲で山門のみ焼け残って現存し、歴史的に貴重な山門(第三世空円の時代/元禄六年西暦1693年建立)である。

### 城北
妙政寺
日蓮宗・三河国刈谷にて創建　以来、水野勝成の転封に従い寛永年間に大和国郡山（奈良県）から城下東側（現在の東町）に移されたといわれる。水野家2代藩主水野勝俊により厚い庇護を受け、寛文6年（1666年）に吉津川北岸（現在の北吉津町）に移された。このとき旧本堂は実相寺（北吉津町）に移築されたと伝えられている。水野勝俊の墓所（福山市指定史跡）がある。
胎蔵寺
真言宗・神辺城の城下にあったが福山城築城のときに福山城の鬼門守護として吉津川北岸の山腹（現在の北吉津町）に移された。このとき、福山城建設地にあった常興寺の本尊がこの寺に移されたと伝えられている。

### 城西
定福寺
浄土宗・水野勝成の転封に従い元和7年（1621年）に大和国郡山（奈良県）から城下北西（現在の西町）に移されたといわれる。阿部氏の時代に藩の菩提所となった。

## 河川・運河

### 入川
福山城から南東に流れる運河「入川」は瀬戸内海まで通じる運河で明治時代に山陽鉄道が建設されるまで物流の中心となっていた。外堀南東端から瀬戸内海（備後灘）まで城下町を分断するようにほぼ直線で敷かれ幅は城下周辺で14～15間（約42～45メートル）あったが水深は浅く干潮時には干上がっていた。城下東南端にはこの運河に接して藩の船を泊める「舟入」があり、城下から出た場所にも係留場があった。ちなみに水野家の御座船は巨大すぎて入川には入れず沖合の田尻（現在の田尻町）に係留されたといわれる。当初の入川は城下を出るとすぐ海に達する短いものであったが、福山の干拓が進むと共に延伸されていき、明治時代までに約5kmの全長になった。明治後期になると上流から徐々に埋め立てられ、2008年現在は福山芸術文化ホール（リーデンローズ）から先が残されている（今日の福山港）。入川には「木綿橋（新橋）」、「天下橋（本橋）」と呼ばれる2本の木橋（共に現在の船町）が架けられ、現在その跡にはそれぞれ石碑が建てられている。また、平成18年（2006年）から入川があったことを示すため跡地の道路を水色で塗装する事業が始まっている。

### 吉津川
吉津川は城下北西の芦田川（現在の市内山手町付近）から分流し福山の北側から東側に回り込み入川（現在の福山港）に注ぐ川である。築城時に切り開かれ本来は芦田川の本流になる計画であったが工事中の洪水により計画が変更され支流にされたといわれる。吉津川は福山城の総構えの堀の役割を持ち、堀の水の水源でもあるなど、城の防衛に極めて重要な役割を持っていた。また、城下に構築された上水道の水源でもあった。城下の北東部には吉津橋が架けられ北部対岸との交通はこの橋によって行われていた。なお、築城当初の吉津橋は現在より西寄りにあったが、寛永18年（1641年）に現在の位置に架け替えられている。この他、下流の三吉村（現在の三吉町）にある城下東側に通じる笠岡街道（鴨方往来）にも橋が架けられていた。なお、この付近の吉津川は近隣に薬師寺と呼ばれる寺があったことから薬師川とも呼ばれている。
吉津川は水野時代中期までに城北部分が堰き止められ上水道の沈殿地（蓮池）として利用されるようになった（詳しくは福山旧水道を参照）。これにより近代水道が完成する大正時代まで福山の重要なライフラインの機能を持つことになったが、蓮池から下流は流量が減少し総構えの防衛を補完する当初の役割は失われることになった。そのため、幕末に長州軍が福山に侵攻した際には吉津川が攻略地点にされ黒門付近から容易く兵の侵入を許すことになった。明治時代になると城下北部の川岸は埋め立てが進み市街地化していき、現在の川幅は概ね幅4、5m程度となっている。

## 街道
福山城が海路の抑えを重視したこともあり、当時の主要幹線である近世山陽道（西国街道）は城下を通過していない。しかし、城下より下記の街道が通っていた。尚、街道名は福山城下での名称であり、他地域においては呼び名が異なる。
東
深津口 ‐笠岡街道（鴨方往来）
西
長者口 ‐尾道街道 ～近世山陽道へ接続～
野上口 ‐草戸道
南
妙法寺口 ‐鞆街道（鞆津往来）
道三口 ‐山田街道
北
神辺口 ‐神辺街道（備中往来） ～近世山陽道へ接続～
榎峠口 ‐府中街道（藪路） ～近世山陽道へ接続～